# Santo Tomé (Corrientes)
Santo Tomé é uma cidade da província de Corrientes, Argentina,  capital do departamento de Santo Tomé. Está localizada nas margens do rio Uruguai, a 387 km da cidade de Corrientes (capital da província).
Suas principais rotas de comunicação são a RN 14 e a RP 94. A 5 km está a Ponte de Integração que a conecta à cidade brasileira de São Borja. É a sede do bispado de Santo Tomé.

## História
As origens de Santo Tomé datam de 1632, ano em que foi fundada pela primeira vez na província de Tapé (atual Rio Grande do Sul).
Esse assentamento não durou muito devido ao constante cerco dos mamelucos de São Paulo que atacaram as aldeias em busca de escravos.
Em 1683, os jesuítas se estabeleceram na cidade ou vila que hoje ocupa a cidade de Santo Tomé. Nesta cidade, nasceu o comandante federal guarani Andresito Guazurarí (Andrés Guaçurarý y Artigas, 1778-1821), que em 1817 lutou contra o general luso-brasileiro Francisco das Chagas Santos (1763-1840). Nesse mesmo ano a cidade foi incendiada.
Em 27 de agosto de 1863, a cidade de Santo Tomé foi oficialmente restabelecida como a cidade de Santo Tomé e repovoada por decreto do governador Manuel Lagraña.